# Rechtbank Breda

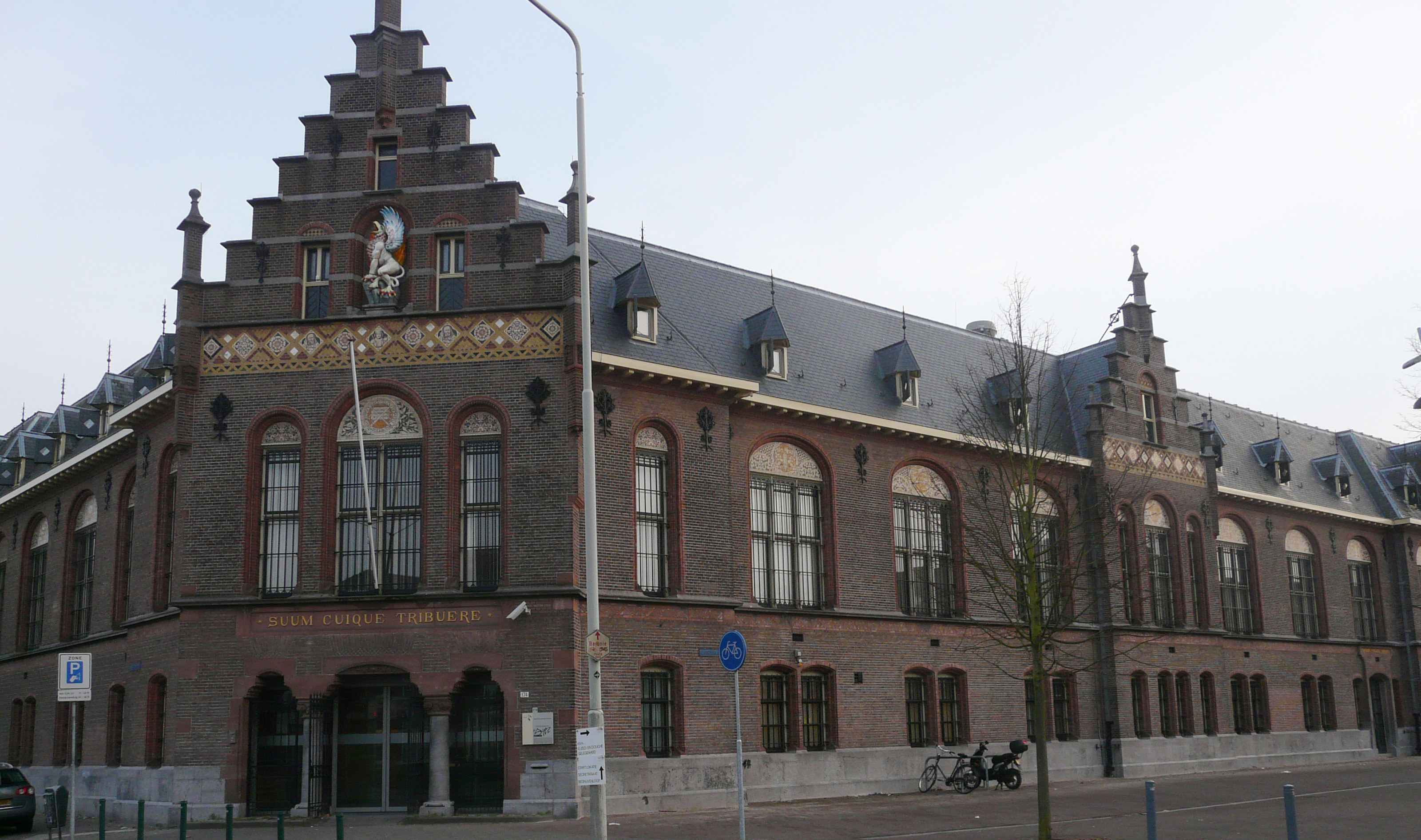
De oude rechtbank aan de Kloosterlaan

De rechtbank Breda was van 1838 tot 2013 een rechtbank in Nederland. Ten tijde van de opheffing omvatte het arrondissement de westelijke helft van de provincie Noord-Brabant. Breda was ooit verdeeld in zes kantons. In 2012 waren dat er nog drie: Breda, Tilburg en Bergen op Zoom.
Bij de herziening van de gerechtelijke kaart in 2013 werd Breda samengevoegd met Middelburg tot de nieuwe rechtbank Zeeland-West-Brabant.
Sinds juni 2018 is de Rechtbank Breda gevestigd in gebouwen op de Kloosterlaan en de Sluissingel, in het Nieuwe Gerechtsgebouw aan de Stationslaan naast het centraal station. Dit gebouw wordt gedeeld met het Openbaar Ministerie en de Raad voor de Kinderbescherming.